# Семйонкі (Вармінсько-Мазурське воєводство)
Семйонкі (пол. Siemionki, нім. Bergwalde) — село в Польщі, у гміні Видміни Гіжицького повіту Вармінсько-Мазурського воєводства.
Населення — 133 особи (2011).
У 1975-1998 роках село належало до Сувальського воєводства.

## Демографія
Демографічна структура станом на 31 березня 2011 року:
|          | Загалом | Допрацездатний вік | Працездатний вік | Постпрацездатний вік |
| -------- | ------- | ------------------ | ---------------- | -------------------- |
| Чоловіки | 75      | 12                 | 58               | 5                    |
| Жінки    | 58      | 14                 | 34               | 10                   |
| Разом    | 133     | 26                 | 92               | 15                   |